# Pegomya pribilofensis
Pegomya pribilofensis este o specie de muște din genul Pegomya, familia Anthomyiidae, descrisă de Huckett în anul 1965. Conform Catalogue of Life specia Pegomya pribilofensis nu are subspecii cunoscute.